# Parafia św. Małgorzaty w Ciechocinie
Parafia Świętej Małgorzaty w Ciechocinie – rzymskokatolicka parafia położona we wsi Ciechocin. Administracyjnie należy do diecezji włocławskiej (dekanat lubicki). 
Odpust parafialny odbywa się 13 lipca.

## Duszpasterze
- proboszcz: ks. dr Krzysztof Kamiński (od 2021)

## Kościoły
- kościół parafialny: Kościół św. Małgorzaty w Ciechocinie